# Hodiška dolina jezer
Hodiška dolina jezer (nem. Keutschacher Seental) se nahaja na Gurah južno od  Vrbskega jezera na avstrijskem južnem Koroškem južno od Jedvovce na severu in Turije   na jugu. Na njem je več, za koroške razmere manjših jezer, med njimi Hodiško jezero.
Poimenovanje je novejše dobe in zrcali družbeno-gospodarski in zlasti turistični razvoj v deželi ter je pravna kategorija kot zakonsko utemeljeno naravovarstveno okolje.
Slovenska krajevna imena, ledinska imena, imena vodovji ter imena domačij (p.d.) so v široki meri slovenskega izvora oz. so sestavni del regionalne sodobne in pravilne rabe slovenščine. 
Domača društva, zlasti Gorjanci iz Kotmare vasi ter Kotmirčani in prebivalci celotnega območja so izdelali zemljevid domačih, slovenskih poimenovanj naselji, ledin, vodovji in domačij ter to tudi objavili v tiskani obliki ter na spletu.

## Geografija
Dolina je tektonsko zaznamovana in prvotno ledeniška dolinska brazda. V njej ležijo štiri jezera, in sicer Habnerjevo jezero, Hodiško jezero, Mlinarjev bajer (birt) in Rjavško jezero - od zahoda proti vzhodu - in zaznamujejo pokrajino. Rupratov bajer (birt) je umetno zajezeni ribnik. Kotline, v katerih ležijo jezera, so nastale ob koncu zadnje ledene dobe, ko so umikajoči se ledeniki za seboj pustili morene, ki so jezera zajezile. 
Proti zahodu je dolinska brazda omejena z dolinskim razvodjem. Zahodni del, vključno z območjem vasi Škofič, odvaja vodo potok Roda ali Rakovca, ki se izliva v Habnerjevo jezero. Drugi potok se v Habnerjevo jezero izliva z juga, ki je tudi iztok Rupratov bajer (birt). Iztok iz Habnerjevega jezera teče proti vzhodu in se po 800 metrih izliva v jezero Hodiško jezero. Hodiško jezero se izliva proti severu, njegov odtok pa se po 2,3 km izliva v Vrbsko jezero kot Ribnica.
Vzhodni del dolinske brazde, vzhodno od Hodiškega jezera, je od zahodnega dela ločen z razvodnico in se odvaja proti vzhodu. Močan Mlinarjev izvir (nem. Müllnerquelle) ob severnem vznožju Gur napaja Mlinarjev bajer (birt). Odtok jezera teče proti vzhodu in se po približno 800 metrih izliva v Rjavško jezero. Dotok in odtok le-tega je preko Vetrinjskega potoka (nem. Viktringerbach), ki mu rečejo v spodnjem toku slovensko Reka (ali nemško Rekabach) in ki teče iz Mlinarjev bajerja (birta) (nem. Baßgeigensee v Rjavško jezero in od tam skozi verigo ribnikov pri vasi Vinče (nem. Wintschach)  oziroma preko t.i. (nem.) Treimischer Teiche proti Jezernici (nem. Glanfurt oz. Sattnitz) in od tod v Glino.

## Zavarovano krajinsko območje
Velik del doline tvori zavarovano območje Hodiška dolina jezer  (nem.) Keutschacher-See-Tal), ki obsega 2532 hektarjev in je bilo ustanovljeno leta 1970. Obsega dele občin Hodiše, Bilčovs in Škofiče.

## Spletne povezave
- Liste der Landschaftsschutzgebiete in Kärnten